# Moto Guzzi Otto Cilindri
De Moto Guzzi Otto Cilindri is een 500 cc racemotorfiets die door het merk Moto Guzzi in de jaren vijftig werd ingezet in het wereldkampioenschap wegrace

## Voorgeschiedenis
Moto Guzzi had al sinds de jaren twintig een naam hoog te houden op het gebied van sportieve prestaties in Italië. Internationaal waren successen spaarzaam. Toen in 1949 het wereldkampioenschap wegrace werd ingesteld, trad Moto Guzzi aan in de 250- en de 500 cc-klasse. Het succes kwam echter in de 350 cc klasse met de Monocilindrica 350 waarmee van 1953 tot 1957 alle wereldtitels werden gewonnen. De 500 cc klasse was echter de belangrijkste, vooral omdat Moto Guzzi voornamelijk motorfietsen in die inhoudsklasse produceerde. Bovendien moest men ook kijken naar de binnenlandse concurrentie van Gilera, dat in 1954 al zijn 4e wereldtitel had binnengehaald. Het fabrieksteam van Moto Guzzi had altijd op twee paarden gewed: In eerste instantie werden de Gambalunga eencilinder en de Bicilindrica tweecilinder naast elkaar gebruikt, later waren dat de Quattro Cilindri viercilinder en de Monocilindrica eencilinder. Ondanks de voorsprong op het gebied van de aerodynamica, vanwege het feit dat Moto Guzzi een eigen windtunnel had, bleef succes uit. Zowel Gilera als MV Agusta gebruikten de door Piero Remor ontwikkelde dwarsgeplaatste viercilinders, en hadden op dat gebied inmiddels een grote voorsprong opgebouwd. Racedirecteur Giulio Cesare Carcano zag dan ook geen heil in een dergelijke motor, evenmin als in een tweecilinder.

## Otto Cilindri
Ondanks het feit dat Carcano geen heil zag in de ontwikkeling van een twee- of viercilinder, moest het wel een multicilinder worden, want ook de eencilinders van Norton, BSA en Matchless waren vrij kansloos. Men overwoog een zescilinder of een achtcilinder te bouwen. Een belangrijke afweging was dat er al geruchten gingen dat de grote druppelstroomlijnen die inmiddels in zwang waren gekomen verboden zouden worden. Daardoor werd het noodzakelijk een motorfiets te ontwikkelen die van zichzelf al een lage luchtweerstand had, en dus ook een klein frontaal oppervlak. Met een V8 zou de motor niet meer dan 50 cm breed worden, 15 cm smaller dan een zescilinder lijnmotor. Hoewel het besluit pas na het seizoen 1954 werd genomen, was de machine al klaar voor de training van de Grand Prix van Spa-Francorchamps in juli 1955. Er werd ook nog mee getest in Senigallia en Monza, en ook 1956 was nog een testjaar. Aanvankelijk leverde de motor 68 pk bij 12.000 tpm, een vermogen dat vergelijkbaar was met dat van de Gilera- en MV Agusta viercilinders. Ken Kavanagh reed een recordronde op de Hockenheimring met een gemiddelde van 199 km per uur. In 1957 leverde de motor al 75 pk. De Otto Cilindri won de eerste wedstrijd om het Italiaans kampioenschap en de Coppa d'Oro in Imola. Het Grand Prix seizoen verliep teleurstellend. Hoewel de machine snel was, waren er veel technische problemen waardoor de fabrieksrijders vaak uitvielen. De krukas brak regelmatig, de motor werd te warm en liep soms zelfs vast. Zowel de banden, de remmen als het frame en de vering waren niet opgewassen tegen het vermogen van de motor. Fergus Anderson was al hard gevallen tijdens de eerste testritten in Modena, Bill Lomas liep een hoofdwond op in de wedstrijd in Senigallia in 1956 en Ken Kavanagh weigerde er na de GP van Spa-Francorchamps in 1956 nog op te rijden. Uiteraard werd er alles aan gedaan om dit te verbeteren, maar pas in 1958 zou de machine succes kunnen boeken. Helaas besloten zowel Gilera, FB Mondial als Moto Guzzi na 1957 te stoppen met alle vormen van wegrace. Aan het einde van het seizoen 1957 weigerden alle fabriekscoureurs (Fergus Anderson, Stanley Woods, Dickie Dale, Ken Kavanagh, Keith Campbell, Giuseppe Colnago en Bill Lomas) nog met de machine te rijden zonder vergaande ontwikkelingen.

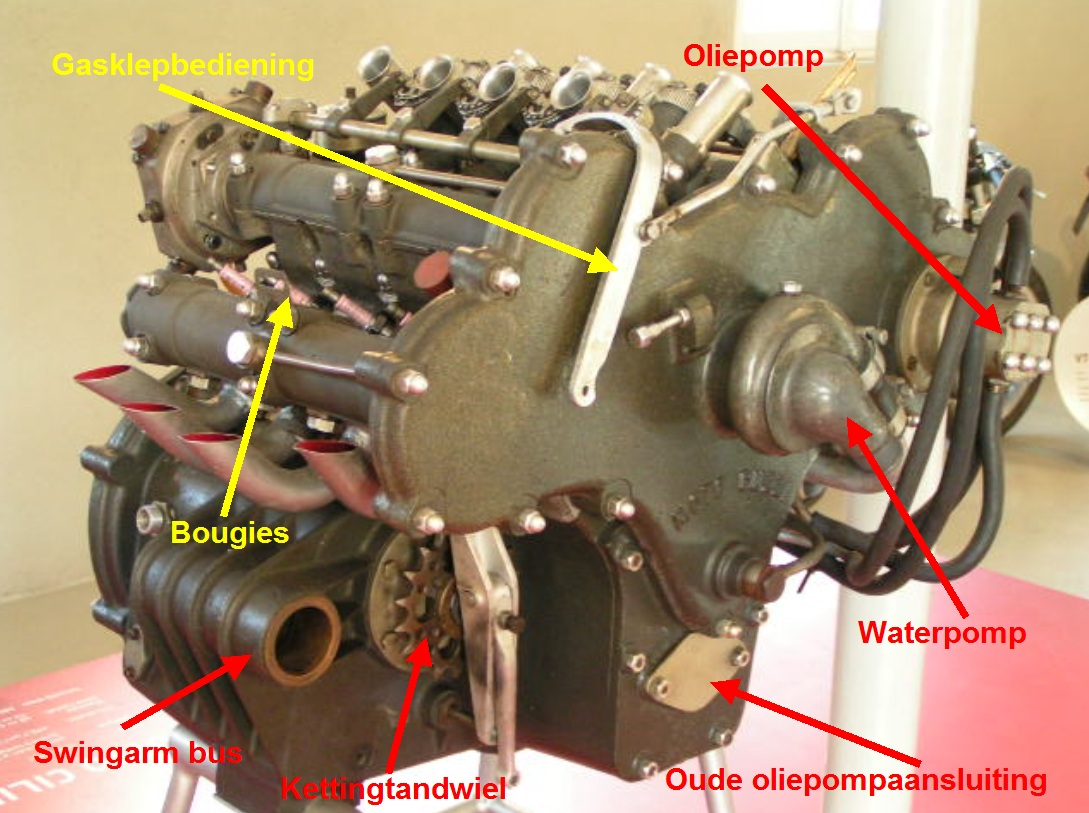

### Motor

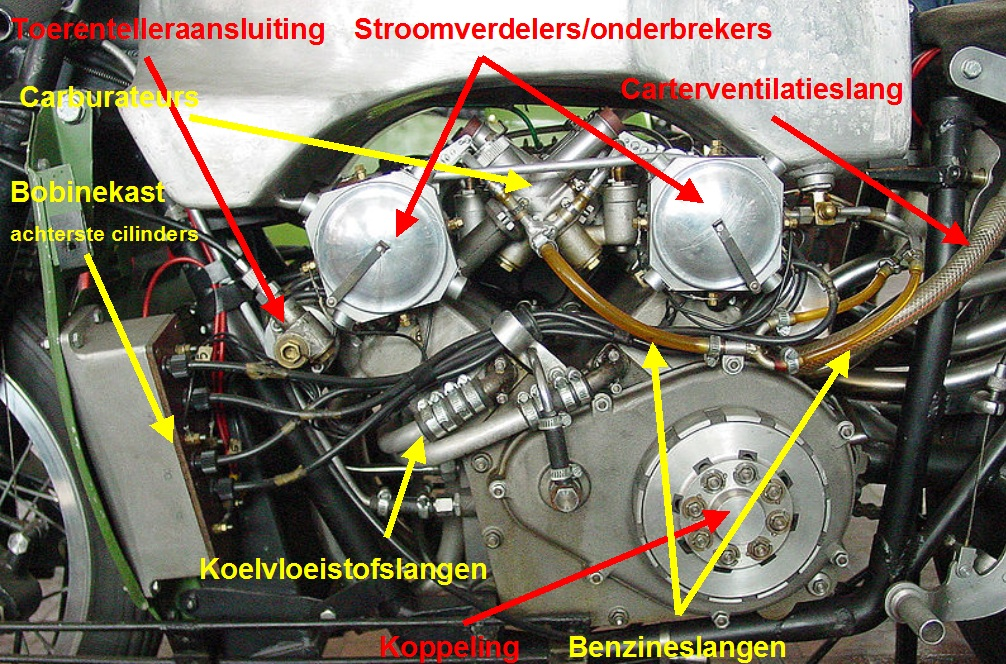

Het carter was uit één stuk elektron gegoten. Omdat het een blokmotor was zat ook de versnellingsbak in hetzelfde carter. Aan de achterkant zat een bus met een diameter van 40 mm waar de swingarm in scharnierde. De cilinderblokken stonden onder een hoek van 90° ten opzichte van elkaar. In de cilinders zaten gietijzeren cilinderbussen geschroefd, waar het koelwater rechtstreeks omheen kon spoelen. Daarom waren ze aan de onderkant afgesloten met pakkingen van synthetisch rubber. De dubbele bovenliggende nokkenassen werden aangedreven door een tandwieltrein. Daarom zat aan de rechterkant van het motorblok een enorm distributiecarter, waar ook de waterpomp op zat. Bij de eerste uitvoeringen werd ook de oliepomp door deze tandwieltrein aangedreven. De krukas was aanvankelijk uit één stuk gesmeed, maar werd later gedeeld. De krukwangen, die normaal tegenover de drijfstangen zaten om voor de juiste balans te zorgen, waren helemaal rond. Daardoor was een vliegwiel, dat normaal voor enige torsie van de krukas zou zorgen, overbodig. De balans werd verzorgd door zware pluggen in de krukwangen te persen. Op alle kruktappen zaten twee drijfstangen en de kruktappen stonden op 180°. De krukas draaide in vijf kogellagers, de drijfstangen in naaldlagers. De inlaatkleppen maten 23 mm, de uitlaatkleppen 21 mm. Tussen de cilinderkopen zaten de acht speciaal gemaakte Dell'Orto carburateurs. Aanvankelijk hadden die per set van vier een gezamenlijke vlotterkamer, maar omdat de benzine hier te veel in ging "klotsten" kregen ze elk een eigen vlotterkamer. De ontsteking werd verzorgd door acht aparte bobines die in twee groepen van vier naast de radiateur zaten en acht onderbrekers, die in groepen van vier op de linker uiteinden van de inlaatnokkenassen zaten. Zoals meestal was een dry-sump smeersysteem toegepast. Bij de eerdere versies zat de oliepomp op het rechter distributiedeksel onder de krukas, later ter hoogte van de voorste nokkenassen.

### Aandrijflijn
De primaire aandrijving bestond uit een klein tandwiel op de krukas en een groot tandwiel achter de koppeling. Vanwege de koeling zat de meervoudige droge platenkoppeling buiten de motor aan de linkerkant. Aanvankelijk was er een zesversnellingsbak toegepast, maar in de loop van de tijd werden vijf- en later vier versnellingen gebruikt. De secundaire aandrijving verliep via een ketting, waarvan de spanning bijna constant was omdat het voorste kettingtandwiel vlak vóór het scharnierpunt van de swingarm lag.

### Rijwielgedeelte
De machine had een dubbel wiegframe, aan de achterkant afgeveerd via een swingarm en twee Girling schokdempers met schroefveren. Hoewel er een geduwde schommelvoorvork was gebruikt, was die speciaal ontworpen zodat ook aan de voorkant dezelfde schokdempers als achter konden worden gebruikt. Er waren vóór en achter trommelremmen gebruikt, maar de voorrem had vier remsegmenten.

## Technische gegevens
| Moto Guzzi             | Otto Cilindri                                           |
| ---------------------- | ------------------------------------------------------- |
| Periode                | 1955-1957                                               |
| Categorie              | Fabrieksracer                                           |
| Motortype              | DOHC                                                    |
| Bouwwijze              | Watergekoelde dwarsgeplaatste 90° achtcilinder V-motor. |
| Cilinders              | Elektron                                                |
| Cilinderkoppen         | Elektron                                                |
| Klepopstelling         | Kopklep                                                 |
| Klepbediening          | Tandwielaangedreven DOHC                                |
| Carburateur            | Dell'Orto 20 mm                                         |
| Ontsteking             | Bobine                                                  |
| boring                 | 44 mm                                                   |
| slag                   | 41 mm                                                   |
| Cilinderinhoud         | 498,7 cc                                                |
| Smeersysteem           | Dry-sumpsysteem                                         |
| Compressieverhouding   | 10:1                                                    |
| Max. Vermogen          | 1955: 68 pk bij 12.000 tpm 1957: 72 pk bij 12.000 tpm   |
| Topsnelheid            | 275 km/h                                                |
| Primaire aandrijving   | Tandwielen                                              |
| Koppeling              | Meervoudige droge platenkoppeling                       |
| Versnellingen          | 6, later 5 en 4 voetgeschakeld                          |
| Secundaire aandrijving | Ketting                                                 |
| frame                  | Dubbel wiegframe                                        |
| Wielbasis              | 1420 mm                                                 |
| Vering vóór            | Geduwde schommelvoorvork                                |
| Vering achter          | Swingarm met schokdempers                               |
| Wielen                 | Vóór 19" × 2,25, achter 20" × 2,50                      |
| Banden                 | Vóór 19" × 2,75, achter 20" × 3,00                      |
| Rem(men)               | Trommelremmen                                           |
| Gewicht                | 150 kg                                                  |
| Tankinhoud             | 34 liter                                                |
| Voorganger             | Quattro Cilindri                                        |
| Opvolger               | Geen                                                    |